# Pobeda (Jambol)
Pobeda (Bulgaars: Победа) is een dorp in het noordoosten van Bulgarije. Het dorp is gelegen in de gemeente Toendzja, oblast Jambol. De afstand naar Jambol is hemelsbreed 12 km, terwijl de hoofdstad Sofia op 273 km afstand ligt.

## Bevolking
Op 31 december woonden er 527 personen in het dorp, een halvering vergeleken met 1.041 inwoners in 1985. De bevolking bestaat bijna compleet uit etnische Bulgaren.
|  |

| Etnische samenstelling van de respondenten (2011) | Etnische samenstelling van de respondenten (2011) | Etnische samenstelling van de respondenten (2011) | Etnische samenstelling van de respondenten (2011) | Etnische samenstelling van de respondenten (2011) |
| ------------------------------------------------- | ------------------------------------------------- | ------------------------------------------------- | ------------------------------------------------- | ------------------------------------------------- |
|                                                   |                                                   |                                                   |                                                   |                                                   |
| Bulgaren                                          | Bulgaren                                          |                                                   | 97,2%                                             | 97,2%                                             |
| Turken                                            | Turken                                            |                                                   | 0,0%                                              | 0,0%                                              |
| Roma                                              | Roma                                              |                                                   | 2,2%                                              | 2,2%                                              |
| Anders/Onbekend                                   | Anders/Onbekend                                   |                                                   | 0,6%                                              | 0,6%                                              |